# Bakteriostatikum
Bakteriostatikum je antibiotikum zabraňující růstu bakterií. Funguje na principu narušení bakteriální proteosyntézy, replikace DNA či metabolismu.

## Základní skupiny
- tetracykliny
- sulfonamidy